# Eleanor Maguire
Pour les articles homonymes, voir Maguire.
Eleanor Anne Maguire, née le 27 mars 1970 à Dublin et morte le 4 janvier 2025, est une neuroscientifique irlandaise. Depuis 2007, elle est professeure de neuroscience cognitive à l'University College de Londres et membre du Wellcome Trust Principal Research.

## Jeunesse et formation
Eleanor Anne Maguire nait à Dublin (Irlande) le 27 mars 1970. Elle étudie la psychologie à l'University College Dublin où elle obtient un Bachelor of Arts (BA Hons) en 1990. A l'Université du pays de Galles, elle se spécialise en neuropsychologie clinique et expérimentale et obtient un Master of Science. Son intérêt pour l'origine neuronale de la mémoire naît alors qu'elle travaille l'hôpital Beaumont de Dublin. En 1994, elle présente la thèse de son doctorat Real-world spatial memory following temporal-lobe surgery in humans.

## Recherches et carrière
Maguire est chercheuse principal au Wellcome Trust et professeure de neurosciences cognitives au Wellcome Trust Center for Neuroimaging de l'University College de Londres (Royaume-Uni), où elle est également directrice adjointe. Elle dirige le laboratoire de recherche Mémoire et espace du centre. En outre, elle est membre honoraire du Département de neuropsychologie du National Hospital for Neurology and Neurosurgery.
Ses travaux montrant que les patients atteints d'amnésie ne peuvent imaginer l'avenir ont été considérés comme l'une des avancées scientifiques de l'année 2007. D'autres études ont démontré qu'il est possible de décoder les souvenirs à partir du modèle d'activité IRMf dans l'hippocampe.
Les recherches de Maguire se concentrent principalement sur l'hippocampe, une structure cérébrale connue pour être cruciale pour l'apprentissage et la mémoire, tout en explorant également les rôles du cortex parahippocampique, du cortex rétrosplénial et du cortex préfrontal ventromédial,.

## Prix et reconnaissances
Maguire a remporté plusieurs de prix pour ses contributions à la science, dont : 
- 2003 : Prix Ig-Nobel de médecine pour avoir « présenté la preuve que le cerveau des chauffeurs de taxi londoniens est plus développé que celui de leurs concitoyens »[11]
- 2004 : Prix du jeune chercheur de la Cognitive Neuroscience Society[12]
- 2008 : Prix Rosalind-Franklin de la Royal Society[13]
- 2011 : Prix de la Fondation Feldberg[14]

En 2011, Maguire est élue membre de l'Académie des sciences médicales (FMedSci) et, en 2016, membre de la Royal Society (FRS). En 2017, elle a été élue membre honoraire de la Royal Irish Academy et en juillet 2018, elle a été élue Fellow of the British Academy.